# بنداگشسپ
بَنداگُشَسپ، در شاهنامه نام رایزن یا مشاور ِهرمز، پادشاه ایران است. افزون بر این، در شاهنامه بدین نکته نیز در مورد بنداگشسپ پرداخته شده که او، سردار و یاور بهرام چوبین در نبرد با ساوه شاه بوده‌است.
فردوسی طوسی در بخشهایی از شاهنامه به نام او اشاره کرده، که از آن جمله بیت زیر قابل ذکر است:
| به پشت سپه بود بنداگشسپ |  | کجا دُم شیران گرفتی ز اسپ |